# グレッツェン・アバニエル
グレッツェン・アバニエル（Gretchen Abaniel、女性、1985年11月4日 - ）は、フィリピン・パラワン州プエルト・プリンセサ出身のプロボクサー。

## 来歴
アマチュアでは2005年世界選手権で銅メダルを獲得。
2006年12月21日、中国でプロデビュー。李海麗に2-0判定勝ち。
プロ6戦目となる2007年11月16日、リリー・ラチャプラチャジムとWBC女子インターナショナルアトム級王座決定戦を行い、3-0判定で王座獲得。
2008年3月16日、WBA女子世界ミニマム級王者孫抄弄と対戦するが、敗退。
2008年9月13日、スター・ポー・オムノーイに勝利して初防衛に成功した。
2009年3月25日、池山直が返上したため空位となったWIBA世界ミニマム級王座決定戦でノーンブア・ルークプライアリーと対戦し、判定で王座獲得に成功した。
2010年3月25日、ファープラタン・ルークサイコンディンを判定で降し初防衛に成功した。
2011年2月18日、スコータイ県でサムソン・トー・ブワマーッとWIBA世界ミニマム級王座決定戦並びにABCOミニマム級王座決定戦を行い、3-0の判定勝ちを収めWIBA2階級制覇、ABCO王座獲得に成功した。
2013年11月28日、WBA女子世界ミニマム級王者宮尾綾香と対戦するが、0-3判定で敗れる。
2014年9月20日、池原シーサー久美子相手にWBO女子世界ミニマム級王座決定戦に挑戦するが、1-2の判定で世界タイトル獲得に失敗した。

## 獲得タイトル
- WIBAインターコンチネンタルミニマム級王座
- WBC女子インターナショナルアトム級王座
- WIBA世界ミニマム級王座
- ABCOミニマム級王座